# خوان أميريكو دياز
خوان أميريكو دياز (بالإسبانية: Juan Américo Díaz)‏ هو لاعب كرة قدم أرجنتيني وبوليفي في مركز الهجوم، ولد في 12 نوفمبر 1944 في سانتياغو ديل استيرو في الأرجنتين، وتوفي في 29 مايو 2013 بسبب توقف القلب. لعب مع نادي بوليفار.